# はかま満緒
はかま 満緒（はかま みつお、1937年〈昭和12年〉9月13日 - 2016年〈平成28年〉2月16日）は、日本の放送作家。本名・袴 充夫（読み同じ）。NHK-FMの番組『日曜喫茶室』の司会を40年務めた。

## 来歴・人物
1937年（昭和12年）東京府生まれ。1957年（昭和32年）慶應義塾大学を中退後、ラジオ東京（現・TBS）に入社。1959年（昭和34年）に同社を退社し、フリーの放送作家となる。林家三平のギャグの台本を数多く手がけたことで、放送作家として大成。
1961年（昭和36年）開始の日本テレビ『シャボン玉ホリデー』をはじめ、テレビ・ラジオの多くのコメディ・バラエティ番組の作・構成を担当するようになった。特に、10年間続いた『シャボン玉ホリデー』の後半5年間を担当し、人手不足の時には自らコントに参加するなど、「番組に顔を出す放送作家」の先駆けの一人でもあった。
自宅に「はかまお笑い塾」を作り、萩本欽一や車だん吉、市川森一ら多くの芸人、脚本家を世に送り出した。
1972年（昭和47年）に芸術祭大衆芸能部門文部大臣賞、芸術祭賞を受賞。2001年（平成13年）に放送文化基金賞を受賞。
2016年2月16日、東京都大田区内の自宅で倒れているところを家族が発見し、病院へ急ぎ搬送したが、同日午後3時55分に死亡が確認された。死因は心不全。78歳没。

## 著作リスト
- 『頭を悪くする本 三枚目出世法』（コダマプレス）1966
- 『オトナの歌集 渡世の仁義 お尻まるだしヘンな本』【プレイブックス】（青春出版社、1970年）
- 『コント1001 ひとを笑わせトクする本』塩田英二郎絵 実業之日本社 1971
- 『黙って書いてごめんなさい このネタはちょっと手に入りません』【プレイブックス】（青春出版社、1979年）
- 『また黙って書いちゃった-タレント笑話史-』（徳間書店徳間ブックス、1980年）
- 『私の面白会話術 あなたを変身させる演出法』（徳間ブックス、1981年）
- 『笑い殺しの替え歌集　どんとこいギャグセンスこの一発』【プレイブックス】（青春出版社、1983年）
- 『はかま満緒のコント笑話史』〈徳間文庫〉、徳間書店、1983年2月15日。
- 『相手を黙らせるのはわけはない : ひと言ギャグ 知的自分の売り方』〈プレイブックス〉、青春出版社、1986年12月25日。
- 『誰も書かなかった裕次郎』（朝日新聞社、1988年 『裕次郎讃歌』文庫
- 『人生万能薬—「幸福」と「成功」をもたらすユーモアの精神』（イーストプレス、1993年）
- 『はかま満緒の放送史探検』（朝日文庫、1995年）
- 『人生うまくいく人のちょっとした気づかい』（幻冬舎、2000年）
- 『世界が嗤う日本のジョーク』（リヨン社、二見書房(発売) 2007年）

### 共著
- 『日曜喫茶室 頭の特効薬』（講談社、2000　安野光雅・NHK『日曜喫茶室』制作班との共著）
- 『日曜喫茶室 頭の解毒剤』（講談社、2000　天野祐吉・NHK『日曜喫茶室』制作班との共著）

## 出演

### テレビ
- 脱線問答（NHK総合）
- 吉村明宏のクイズランチ（TBSテレビ）
- ああ結婚（TBSテレビ）

### ラジオ
- 日曜喫茶室（NHK-FM）
- 東芝歌謡パレード（TBSラジオ）
- はかま満緒の朝から一緒に文化放送（文化放送）
- ミュージック天国（ニッポン放送）
- はかま満緒のコントで歌謡曲（ニッポン放送）
- はかま満緒のゲストスタジオ（ニッポン放送）
- はかま満緒のいきいき生放送（ニッポン放送）
- 昨日のつづき（ラジオ関東（現：アール・エフ・ラジオ日本））
- 夜はこれから（ラジオ日本）
- はかま満緒の話のタネ（ラジオ日本）
- ばつぐんジョッキー（CBCラジオ）
- FMバラエティ〜はかま満緒のコーナー（FM愛知）

### CM
- シマダヤ